# Leucotabanus itzarum
Leucotabanus itzarum är en tvåvingeart som först beskrevs av Joseph Charles Bequaert 1931.  Leucotabanus itzarum ingår i släktet Leucotabanus och familjen bromsar. Inga underarter finns listade i Catalogue of Life.